# Mesonerilla fagei
Mesonerilla fagei är en ringmaskart som beskrevs av Bertil Swedmark 1959. Mesonerilla fagei ingår i släktet Mesonerilla och familjen Nerillidae. Arten är reproducerande i Sverige. Inga underarter finns listade i Catalogue of Life.